# グルジア海軍

グルジア海軍軍艦旗

グルジア海軍（グルジアかいぐん）は、かつてグルジア軍にあった海軍組織。グルジアの防衛のため黒海に展開していたが、2008年の南オセチア紛争で壊滅し、2009年に内務省傘下の沿岸警備隊に編入された。

## 歴史
1991年の独立に際し、グルジアは海上軍事力を有しておらず、ソビエト連邦の崩壊後も旧ソ連海軍黒海艦隊の兵力を譲り受けることができなかった。1993年7月7日に海軍の設立を宣言したが、当初の兵力は武装漁船程度であった。1996年頃からウクライナ海軍の援助により、哨戒艇での訓練が開始された。
1990年代の終わりから、アメリカ合衆国、トルコ、ウクライナ、ギリシャの海軍より援助を受けるようになり、特にアメリカは、グルジアに2,700万ドルを援助した。この援助のおかげで、バトゥミの造船所が稼動し、海軍アカデミーが開校された。
しかし2008年、南オセチア紛争におけるロシア軍との戦闘により、海軍は壊滅状態となり、翌年に沿岸警備隊に編入された。

## 組織
- 海軍司令部：ポティ
  - 海軍基地
    - ポティ（主要基地）
    - バトゥミ

  - 海軍飛行隊
  - 海軍対テロ特殊作戦支隊

## 装備

### 艦艇
歴代艦艇については「グルジア海軍艦艇一覧」を参照。

### 沿岸警備隊
2011年6月現在。『Jane's Fighting Ships 2011-2012』より。
巡視艇
- ポルチャット型×1

（102 Akhmeta）
- Dilos級×2

（201 Iveria） - 1978年
（203 Mestia） - 1978年
- ズーク型×8

P102-104、P203-207
- ドーントレス型×2

P106、P209
- ポイント型×2

（P210 Tsotne Dadiani） - 1962年
（P211 General Mazniashvili） - 1963年
高速艇
- KAAN 33型×1

（P24 Sokhumi）
- KAAN 20型×1

(P108 Poti)
汎用揚陸艇（LCU）
- ヴィドラ型×1

（001 Guria）